# Parafia św. Rafała Kalinowskiego w Usolu Syberyjskim
Parafia św. Rafała Kalinowskiego w Usolu Syberyjskim – rzymskokatolicka parafia znajdująca się w Usolu Syberyjskim, w diecezji Świętego Józefa w Irkucku, w dekanacie irkuckim, w Rosji. Parafię prowadzą karmelici bosi.
Kościół parafialny znajduje się przy ul. Szewczenki 7a, a klasztor karmelitów bosych przy ul. 1 Maja 56. Usolscy karmelici posługują również w kaplicy w Pichtyńsku.
W parafii działa klauzurowy klasztor karmelitanek bosych przy ulicy Energetyków 55/1. Posługują tu również siostry albertynki.

## Historia
Pierwsi karmelici przybyli do Usola Syberyjskiego 14 grudnia 1999. Na kaplicę zaadaptowano budynek dawnego sklepu spożywczego. Za patrona obrano św. Rafała Kalinowskiego, który w usolskiej warzelni soli odbywał katorgę za udział w powstaniu styczniowym. W 2010 zakupiono dom, w  którym powstał klasztor karmelitów bosych. W 2016 kaplica przeszła rekonstrukcję i została konsekrowana przez biskupa diecezji Świętego Józefa w Irkucku Cyryla Klimowicza.